# Berthe Sylva
Berthe Sylva, pseudònim artístic de Berthe Faquet, (Brest, el 7 de febrer de 1885 - Marsella, el 26 de maig de 1941) va ser una cantant francesa de cafè concert, que es va fer popular amb la «cançó realista» durant el període d'entreguerres. És coneguda sobretot per les seves cançons Comment passer à la télé o Les Roses Blanches.
Nascuda a Lambézellec, prop de Brest, Berthe Faquet era filla d'un mariner i una modista. Tot i que els seus pares esperaven que es fes mestra, preferí, amb 16 anys, unir-se a la seva germana gran a prop de Saumur per convertir-se en cambrera. Al vespre, les dues germanes actuaven en un cabaret. A partir de 1910 va viatjar per Amèrica de Sud, Rússia i Egipte i va cantar al Casino de Montmartre i el Casino-Montparnasse.
A a partir del 1928, quan va cantar al Caveau de la République de París, l'acordionista i compositor Léon Raiter la va convidar a interpretar, a l'estudi de Radio Tour Eiffel, les cançons que ell li va compondre i que ella enregistrà en 78 discos. Léon Raiter li va compondre Les Roses blanches, i es consagrà venent-ne 200 000 exemplars. Després d'aquests èxits va fer concerts en molts llocs de París i del territori francès. Tot seguit es van publicar altres cançons, com Frou frou i C'est mon gigolo, a les quals seguirien altres èxits com Du gris, Le tango des fauvettes, La légende des flots bleus, La voix de maman, Les nocturnes, Comme un moineau...

## Repertori de cançons
- 1929. Celosa.
- 1929. Si je pouvais n'avoir plus d'yeux.
- 1929. Adieu Paris (Adiós muchachos)
- 1931. Du gris.
- 1931. La légende des flots bleus.
- 1931. Viens maman.
- 1931. Le tango des fauvettes.
- 1932. Ferme tes jolis yeux.
- 1932. Le jouet.
- 1933. Les mômes de la cloche.
- 1933. Frou-Frou.
- 1934. Mon vieux Pataud.
- 1934. Les nocturnes.
- 1935. Le p'tit Boscot.
- 1935. Où sont mes mamants?
- 1935. On n'a pas tous les jours vingt ans
- 1937. Les roses blanches.
- 1937. Arrêter les aiguilles.
- 1937. Lilas blanc.